# Heilig Hartbeeld (Zijtaart)
Het Heilig Hartbeeld is een standbeeld in de Nederlandse plaats Zijtaart, gemeente Meierijstad.

## Achtergrond
Het Heilig Hartbeeld werd in 1922 rechts naast de Sint-Lambertuskerk geplaatst, vanwege het 50-jarig jubileum van de parochie. Het werd gemaakt door beeldhouwer Jan Custers en op 28 mei 1922 onthuld.

## Beschrijving
De staande, stenen Christusfiguur draagt een gedrapeerd gewaad, hij wijst met beide handen naar het heilig hart op zijn borst.
Het beeld staat op een sokkel, waarop een plaat is aangebracht met de tekst: 

H. HART van
JEZUS
zegen de Parochie
ZIJTAART
U toegewyd
19 28/5 22